# Templul Mahabodhil
Templul Mahabodhi  (sanskrit: maha = mare, bodhi = Luminarea/Deșteptarea) este un templu budist în localitatea  Bodh Gaya din statul federal Bihar, India. Conform legendei acesta este locul istoric unde Buddha, Gautama Siddhartha (563-483 î.Hr.) atinge iluminarea și devine întemeitorul budismului.

## Așezare
Templul este o clădire de cărămidă cu 55 m înălțime din secolele I - III d.Hr , și este construit pe locul unui templu mai vechi cu acelaș nume , din timpurile împătatului mauryan Așoka . Acest templu este construit în stil dravidian . Fațada sa are șapte trepte ornate cu statui de-a lui Budha. Baza templului este construită în secolul I din gresie. In interiorul templului se află o statuie aurită a unui Budha care meditează și numeroase „stupe” (monumente budiste). In partea de nord a clădirii se află „cărarea nestematelor” (Chankramanar), cu 19 frunze de nufăr cioplite în piatră. Florile de nufăr marchează drumul făcut  în timpul meditărilor sale de Budha după iluminarea sa. Pe marginea vestică a monumentului de formă piramidală se află smochinul sfânt „Mahabodhi” (ficus religiosa) sub care Budha medita pe tronul său de diamant  (Vajrasana) .